# 6582 Flagsymphony
6582 Flagsymphony este un asteroid din centura principală de asteroizi.

## Descriere
6582 Flagsymphony este un asteroid din centura principală de asteroizi. A fost descoperit pe 5 noiembrie 1981 la Stația Anderson Mesa de Edward L. G. Bowell. El prezintă o orbită caracterizată de o semiaxă mare de 2,78 ua, o excentricitate de 0,29 și o înclinație de 8,9° în raport cu ecliptica.